# نفل خشن الحواف
النفل خشن الحواف (باللاتينية: Trifolium lappaceum) نوع نباتي من جنس النفل من الفصيلة البقولية.

## الموئل والانتشار
موطنه الأصلي المناطق المتوسطية في بلاد الشام ومصر والمغرب العربي وجنوب أوروبا إضافة إلى بعض مناطق القوقاز وحوض البحر الأسود.

## مرادفات للاسم العلمي
- (باللاتينية: Trifolium issajevii Khalilov)